# Tronco arterial braquiocefálico
Um dos ramos colaterais da crossa da aorta. Bifurca-se em três ramos terminais: a artéria carótida primitiva direita, a artéria vertebral e a artéria subclávia direita.